# Lisa Mitchell
Lisa Helen Mitchell (født 22. marts 1990 i Canterbury, England) er en australsk singer/songwriter, som er født i England, men opvokset i Australien, hvor hendes musikalske karriere blev kickstartet i 2006, hvor hun deltog i Australian Idol Season 4.
I kølvandet på Australian Idol udsendte Lisa Mitchell EP'en "Said One To The Other", som siden var medvirkende til, at hun i 2007 fik pladekontrakt med et stort etableret selskab og rykkede til London for at arbejde på sit debutalbum.
I juli 2009 udkom Lisa's debutalbum "Wonder", som debuterede i top 5 på den australske albumhitliste, og i oktober blev det annonceret af hun var nomineret til tre ARIA Awards, Australiens svar på Danish Music Awards.
"Wonder" udkommer i Danmark engang i 2010.